# Vahrholz
Vahrholz ist ein Ortsteil der Ortschaft und Stadt Kalbe (Milde) im Altmarkkreis Salzwedel in Sachsen-Anhalt.

## Geographie
Vahrholz, ein Straßendorf mit Kirche, liegt zwischen Salzwedel und Kalbe (Milde) auf dem Kalbeschen Werder in der Altmark etwa drei Kilometer nördlich von Kalbe (Milde). Im Süden des Dorfes fließt die Untere Milde.

## Geschichte

### Mittelalter bis Neuzeit
Das Dorf Vahrholz wird 1324 erstmals als Vorholt erwähnt, als Hans und Heinecke von Kröcher das Schloss Kalbe mit den zugehörigen Dörfern an Albrecht von Alvensleben verkaufen. Weitere Nennungen sind 1473 varholte, 1506 Vorholte, 1687 Vahrenholtz und
1804 Fahrholz und Vahrholz, Dorf mit Lehnschulze.

### Herkunft des Ortsnamens
Heinrich Sültmann deutet den Ortsnamen 1324 vorholt, 1551 voreholdt, 1600 vahrenholtz, 1674 fahrenholz als deutsch. „Vahr“ steht für „Föhre“, „Fuhre“ also „Kiefernholz“. Jürgen Udolph schließt sich dem an und meint, der Name ist im Sinne von „Kieferngehölz“ zu verstehen.

### Vorgeschichte
Im Jahre 1911 wurde berichtet vom Fund einer bronzezeitlichen Gewandnadel auf dem Mühlenberg bei Vahrholz zusammen mit Scherben, die eine Art Schnurlinie tragen.

### Funde in der Kiesgrube Bühne
Der Pfarrer Oskar Weber aus Groß Apenburg hatte auf dem Schotterkörper der Kleinbahnstrecke Salzwedel-Stendal und dann in einer Kiesgrube bei Vahrholz Aufsammlungen aus Glazialschottern zusammengetragen. Die Kiesgrube Bühne liegt fast 2 Kilometer nordwestlich von Vahrholz in der Gemarkung Bühne. Ein Wissenschaftler, der die Funde 1938 beschrieb, glaubte eine „faustkeilfreie Klingenkultur in Vahrholz“ entdeckt zu haben, ein anderer nannte sie „Handspitzenkultur“, beides gilt heute als „wissenschaftshistorische Kuriosität“. Die Funde wurden meist als Pseudoartefakte bezeichnet. Später stellte sich heraus, in den Funden waren tatsächlich echte Levalloisabschläge in die Bestände des Landesmuseums für Vorgeschichte in Halle und in das Danneil-Museum gelangt. Funde aus dem Nachlass Webers gelangten in das Museum Väterkunde, heute archiviert im Museum für Archäologie im Schloss Gottorf.

### Eingemeindungen
Ursprünglich gehörte das Dorf zum Arendseeischen Kreis der Mark Brandenburg in der Altmark. Zwischen 1807 und 1813 lag der Ort im Kanton Kalbe auf dem Territorium des napoleonischen Königreichs Westphalen. Nach weiteren Änderungen gehörte die Gemeinde ab 1816 zum Landkreis Salzwedel.
Am 20. Juni 1950 wurde die Gemeinde Vahrholz in den Landkreis Gardelegen umgegliedert. Am 23. Mai 1973 wurde die Gemeinde Vahrholz in die Stadt Kalbe (Milde) eingemeindet.

### Einwohnerentwicklung
| Jahr | Einwohner |
| ---- | --------- |
| 1734 | 126       |
| 1774 | 072       |
| 1789 | 077       |
| 1798 | 090       |
| 1801 | 082       |
| 1818 | 085       |
| 1840 | 125       |
| 1864 | 152       |

| Jahr | Einwohner |
| ---- | --------- |
| 1871 | 137       |
| 1885 | 156       |
| 1892 | [00]143   |
| 1895 | 151       |
| 1900 | [00]158   |
| 1905 | 151       |
| 1910 | [00]155   |
| 1925 | 181       |

| Jahr | Einwohner |
| ---- | --------- |
| 1939 | 140       |
| 1946 | 230       |
| 1964 | 159       |
| 1971 | 139       |
| 2015 | 096       |
| 2016 | 109       |
| 2017 | 101       |
| 2018 | 107       |

| Jahr | Einwohner |
| ---- | --------- |
| 2020 | [00]114   |
| 2021 | [00]113   |
| 2022 | [0]116    |
| 2023 | [0]112    |

Quelle, wenn nicht angegeben, bis 1971 und 2015 bis 2018

## Religion
Die evangelische Kirchengemeinde Vahrholz, die früher zur Pfarrei Kalbe (Milde) gehörte, wird heute betreut vom Pfarrbereich Kalbe–Kakerbeck im Kirchenkreis Salzwedel im Bischofssprengel Magdeburg der Evangelischen Kirche in Mitteldeutschland. Die ältesten überlieferten Kirchenbücher für Vahrholz stammen aus dem Jahre 1627.
Die katholischen Christen gehören zur Pfarrei St. Hildegard in Gardelegen im Dekanat Stendal im Bistum Magdeburg.

## Kultur und Sehenswürdigkeiten
Die evangelische Dorfkirche Vahrholz, ein mittelalterlicher Feldsteinbau aus der Zeit um 1200, war eine Filialkirche von Kalbe.

## Spukgeschichten
Im Altmärkischen Sagenschatz wurden 1908 mehrere Spukgeschichten über Vahrenholz überliefert.
Der schwarze Mann zeigt sich in Vahrholz am hellichten Tage zwischen mittags auf einem Gehöft. Eine fleißige Näherin, die am Fenster saß, will ihn deutlich vorüberlaufen gesehen haben. Die Besitzerin der Wirtschaft versicherte der Näherin, dass ihr diese Erscheinung nichts Neues sei und sie dieselbe schon oft gesehen habe.
Zwischen Vahrholz und Güssefeld, an der sogenannten Heringsfurt, wurde vor vielen Jahren ein Wanderer erschlagen. An jener Stelle soll man seitdem sehen können, wie ein Reiter ohne Kopf auf einem Pferd ohne Kopf reitet.